# Салтир Путински
Салтир Стойчев Путински (на македонска литературна норма: Салтир Путински) е югославски партизанин, майор от Югославската народна армия и политик от Народна Република Македония.

## Биография
Роден е в Куманово. Завършва школа за запасни офицери през 1940 година. По време на Втората световна война е партизанин в Козячкия народоосвободителен партизански отряд. След войната служи в Югославската армия и достига чин майор.
В периода 1951 – 1961 година е кмет на Куманово. По време на мандата му се изграждат язовирът и хидросистемата Липковско езеро, железопътният път Куманово-Беляковце, индустриализира се градът, развива се усилено минната промишленост и земеделието в общината. През 50-те години е депутат в Събранието на Социалистическа република Македония.
На 17 ноември 2009 година Путински е обявен за един от петте най кумановци на XX век.